# Neuroliza
Neuroliza (z gr. neuron - komórka nerwowa; z łac. lysis - rozkład) to procedura medyczna, która ma na celu zniszczenie włókien nerwowych i może dotyczyć nerwów obwodowych, zwojów autonomicznych lub włókien czuciowych w przestrzeni podpajęczynówkowej lub zewnątrzoponowej.
Jest podobna do blokady nerwu, jednakże w jej przebiegu nie stosuje się leków znieczulających miejscowo, tylko substancję powodującą nieodwracalne uszkodzenie (lizę) danej struktury nerwowej. W tym celu najczęściej stosowany jest fenol, alkohol etylowy lub glicerol. W niektórych przypadkach neuroliza może być również wykonywana nieinwazyjnie, za pomocą promieniowania jonizującego, na przykład w przypadku leczenia neuralgii nerwu trójdzielnego lub blokady splotu trzewnego.
Neuroliza powoduje efekt przeciwbólowy, który utrzymuje się do kilku miesięcy. Zmniejszenie dolegliwości bólowych może się nawet utrzymać do kilkunastu miesięcy.
Zabiegi neurolizy stosowane są w przypadkach bólu, który nie może być zlikwidowany. Najczęściej zabieg ten wykonuje się w paliatywnym leczeniu chorych na nowotwory, choć opisywane są też przypadki wykorzystania w leczeniu bólu związanego z niedokrwieniem kończyn.
W zależności od lokalizacji bólu, wykonuje się:
- neurolizę splotu trzewnego w przypadkach bólu zlokalizowanego w nadbrzuszu w przebiegu na przykład raka żołądka, raka trzustki, raka wątrobowokomórkowego,
- neurolizę zwoju Gassera lub obszaru zazwojowego nerwu trójdzielnego w przebiegu neuralgii nerwu trójdzielnego
- neurolizę splotu podbrzusznego górnego[6] lub zwoju nieparzystego w przypadkach bólów w obrębie miednicy i krocza,
- neurolizę korzeni tylnych i nerwów obwodowych,
- neurolizę odcinka piersiowego pnia współczulnego w przypadku guza Pancoasta,
- neurolizę można także wykonać w obrębie splotu ramiennego, co wiąże się jednak z porażeniem kończyny górnej.